# Все для Вас
«Все для Вас» — радянський художній фільм 1964 року, знятий Кіностудією ім. М. Горького.

## Сюжет
Комсомолка Маша Барашкіна, інструктор міськвиконкому, допомогла відкрити дитячу лікарню, будувала стадіон, ательє моди та інші найважчі, але необхідні місту об'єкти. А тепер Барашкін, організувавши експериментальний сектор обслуговування на дому, бореться за право його існування за допомогою залучених до справи не зовсім вдалих молодих працівників: розсіяного Вадика, який претендує на роль вихователя дитини в сім'ї відомого вченого і опинився в міліції, і милої Вареньки, яка переплутала всі книги і картотеку професора Дукельського. Однак на захист Барашкина встають всі жінки міста — і новому сектору належить розширення…

## У ролях
- Марія Барабанова — Маша Петрівна Барашкіна
- Тетяна Пельтцер — тітка Саша, консультант
- Юрій Беркун — Вадик Стуколкін, Владислав Якович, який працює нянею у Пирожкових
- Людмила Черепанова — Варя Тростнікова
- Тетяна Гаврилова — Розмарі
- Леонід Куравльов — Юрій Васильович Гребєшков, спортсмен, учасник міжнародних змагань
- Борис Іванов — Дунечка Пирожков, океанолог лабораторії водоростей інституту океанографії
- Ольга Аросєва — Льоша Пирожкова, океанолог лабораторії водоростей інституту океанографії
- Микола Кодін — Люлік, Альоша Пирожков (роль озвучила Маргарита Корабельникова)
- Костянтин Карельських — Василь Васильович Султанов, заступник Барашкіної
- Борис Бібіков — Дукельський, професор
- Юрій Саранцев — Колесник, підполковник міліції, батько трьох дочок
- Леонід Харитонов — Воробушкін, фінансист
- Валерій Козинець — Костя Гребєшков
- Анатолій Обухов — Петро Гребєшков
- Борис Бушмельов — Микола Гребєшков
- Микола Коршилов — Діма Гребєшков
- Рина Зелена — сусідка Пирожкових
- Данута Столярська — Лідія Сергіївна Каткова, кандидат хімічних наук
- Олеся Іванова — ремонтувальниця верстатів
- Галина Фролова — дружина сибіряка
- Анна Волгіна — старенька з котом-щуроловом Монте-Крісто
- Варвара Попова — сусідка Пирожкових
- Валерій Сазонов — натирач, який танцює степ
- Геннадій Сазонов — натирач, який танцює степ
- Георгій Мілляр — двірник, який викликав міліцію до Дукельського
- Сергій Менахін — Шашков, маляр, який співає в самодіяльному ансамблі «Профспілки будівельників»
- В. Ніколаєв — епізод
- Юрій Решетников — епізод
- Ю. Гордєєв — епізод
- Євген Ануфрієв — лейтенант міліції
- Манефа Соболевська — відвідувачка комбінату «Все для Вас» з делегацією жінок про створення сектора допомоги на дому
- Зоя Василькова — дама в брюках
- Лідія Корольова — відвідувачка комбінату «Все для Вас» з делегацією жінок щодо створення сектора допомоги на дому
- Віра Петрова — епізод
- Іван Турченко — покупець в светрі
- Борис Баташев — покупець, який приміряє піджак з довгими рукавами
- В'ячеслав Гостинський — покупець
- Маргарита Жарова — відвідувачка комбінату «Все для Вас» з делегацією жінок щодо створення сектора допомоги на дому
- Анастасія Георгієвська — відвідувачка комбінату «Все для Вас», з делегацією жінок щодо створення сектора допомоги на дому
- Наталія Зоріна — співробітниця інституту океанографії, яка працює з Пирожковим в лабораторії водоростей
- Зінаїда Сорочинська — епізод
- Лариса Матвеєнко — епізод

## Знімальна група
- Режисери — Марія Барабанова, Володимир Сухобоков
- Сценарист — Тетяна Ситіна
- Оператор — Олексій Полканов
- Композитор — Олександр Лебедєв
- Художники — Ольга Бєднова, Ной Сендеров